# 生物质
生物质是指活着或剛死去的有機體中，能夠當做燃料或者工業原料的物质。生物質最常見的用途為種植植物所製造的生質燃料，其次為用來生產纖維、化學製品和熱能的動物或植物。也包括以生物可降解的廢棄物（biodegradable waste）製造的燃料。但那些已經變質成為煤炭或石油等的有機物質除外。
許多的植物都被用來生產生物質能，包括了芒草、柳枝稷、麻、玉米、楊屬、柳樹、甘蔗和棕櫚樹。。一些特定採用的植物通常都不是非常重要的終端產品，但卻會影響原料的處理過程。因為對能源的需求持續增長，生物質能的工業也隨著水漲船高。
雖然化石燃料原本為古老的生化質能，但是因為所含的碳已經離開碳循環太久了，所以並不被認為是種生物質能。燃燒化石燃料會排放二氧化碳至大氣中。
像是一些最近剛發展出來的生物質能製造的塑膠可以在海水中降解，生產方式也和一般化石製造塑膠相同，而且相較之下生產成本還更便宜，也符合大部分的最低品質標準。但使用壽命比一般的耐水塑膠還要短。

## 處理和利用
生物質能不單只用來當燃料使用，也有其他用途，例如玉米。
低技術處理包括:
- 堆肥 (調整和增肥土壤)

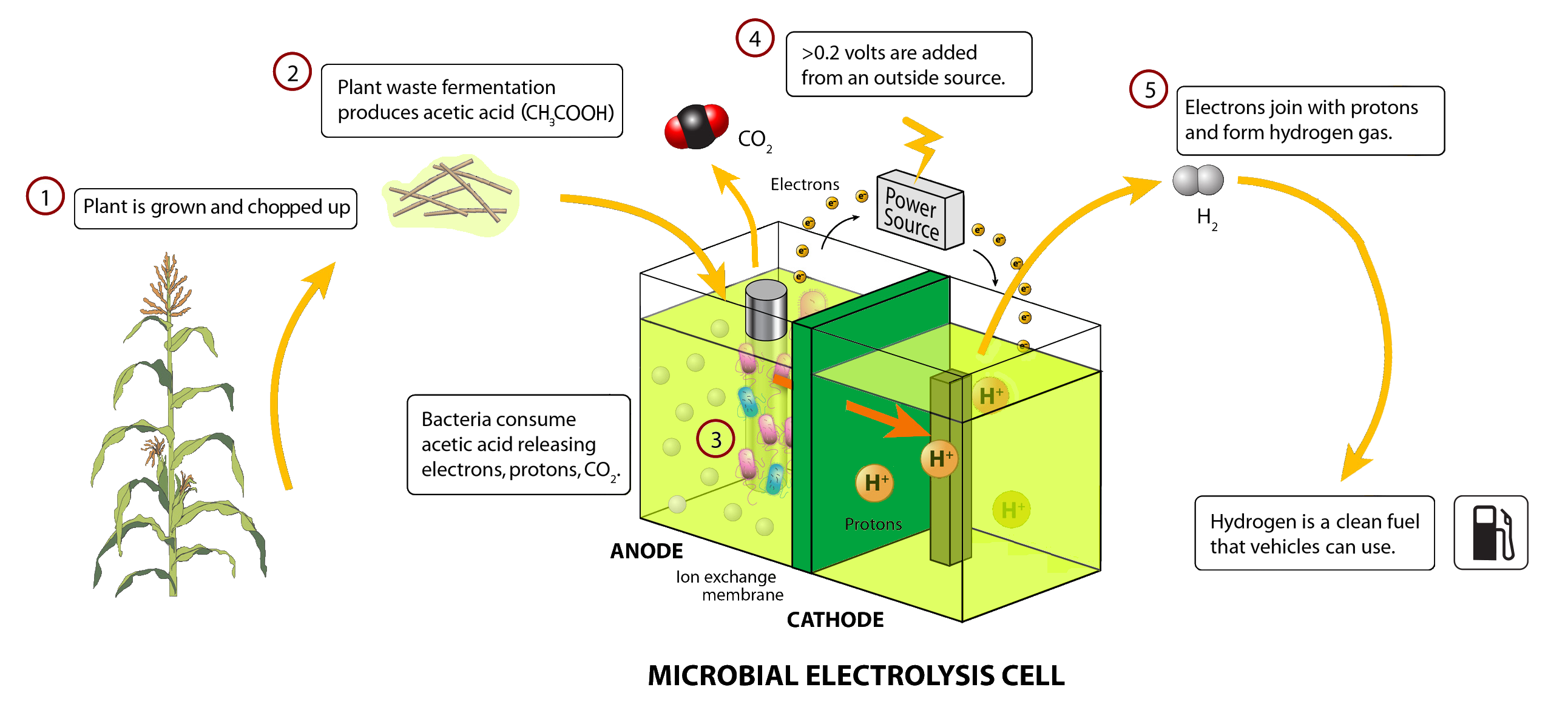
利用植物的生質能電池

- 厭氧消化 (使生物質能腐爛以生產沼氣或將污泥轉成肥料)
- 發酵和蒸餾 (都用來製造乙醇)

更高技術的處理包括:
- 高溫裂解 (在空气不足或缺乏空气的狀態下加熱有機廢棄物以製造像是瓦斯或是煤炭等易燃物)
- 加氫氣化 (生產甲烷和乙烷)
- 氫化 (在高溫高壓下用一氧化碳和蒸氣將生物質能轉化為石油)
- 破壞性蒸餾（英语：Destructive_distillation） (用高纖維有機廢棄物中生產甲醇)
- 酸水解 (用廢木材生產可蒸餾的醣類)

燃燒生物質能或是其所生產的燃料，可以用來生產熱能或是電能。
生物質能的其他用途，除燃料和堆肥包括:
- 建材
- 生物可降解塑膠和紙張(用纖維素)

## 環境影響
生物質能是碳循環的一個環節。光合作用將大氣中的碳轉化成有機物質，而有機物質在死亡或被氧化後會再以二氧化碳(CO2)的形式回歸大氣。這循環相對的所需的時間較短，而用作燃料的植物可以很快地不斷地重複種植替代。因此使用生物質能作為燃料依然可以維持大氣中碳含量的水平。按重量計算，乾燥木材普遍的碳儲量大約在50%左右。
雖然生物質能是一種可再生能源，有時也被稱為"碳中性"的能源，但還是可能會助長全球暖化。這情況會發生在碳中性平衡被破壞時，例如森林開伐或都市化。使用生質燃料替代化石燃料仍會排放一樣多的二氧化碳至大氣中。但用作燃料的生物質能還是被視為是碳中性的，或者是溫室氣體的淨消耗者，因為可以抵銷甲烷進入大氣。乾燥的生物質能中含量約50%的碳早已經進入碳循環中。在生物質能的生命中會從大氣吸收二氧化碳，結束後再以二氧化碳和甲烷(CH4)的形式回歸大氣，而這取決於它最後的結果。甲烷最後會再轉化成二氧化碳並完成碳循環的週期。而化石燃料會將碳帶離循環並儲存起來，直到再回歸大氣中，增加大氣碳循環的碳含量。
生物剩餘物所產生的能源會取代化石燃料而讓化石燃料的碳繼續被留著，也交換循環中包括生物殘留的二氧化碳和甲烷的混和氣體還有大部分的碳的組成。但因為缺乏藉由生物剩餘物產生能量的應用，大部分剩餘物的碳還是以腐爛或燃燒的方式回歸大氣。腐爛過程中大約會產生50%的甲烷，而燃燒會產生5-10%的甲烷。發電廠會控制燃燒將大部分的生物質能轉換成二氧化碳，因為甲烷是比二氧化碳更強大的溫室氣體。藉由利用生物質能產生能量的處理過程中將甲烷轉換成二氧化碳能夠大幅的減緩溫室效應。
美國現有的生物質能發電廠供應1700百萬瓦，佔全部約0.5%的電力。減少了約1100萬噸的二氧化碳和200萬噸的甲烷排放量。而減少排放的甲烷量所產生的溫室效應威力是減少排放的二氧化碳的20倍。生物質能生產能量所減少的排放溫室氣體的效率是其他碳中性能源生產技術的5倍。
目前Florida Crystals Corporation的New Hope Power Partnership是美國最大的生物質能發電廠。藉由回收甘蔗渣和廢棄木材所產生的140百萬瓦電力足夠提供它的大型研磨廠和提煉廠運作還有超過40000家庭的供電。每年約省下了80萬桶的石油，減少使用了許多在佛羅里達的垃圾掩埋地。

## 备注

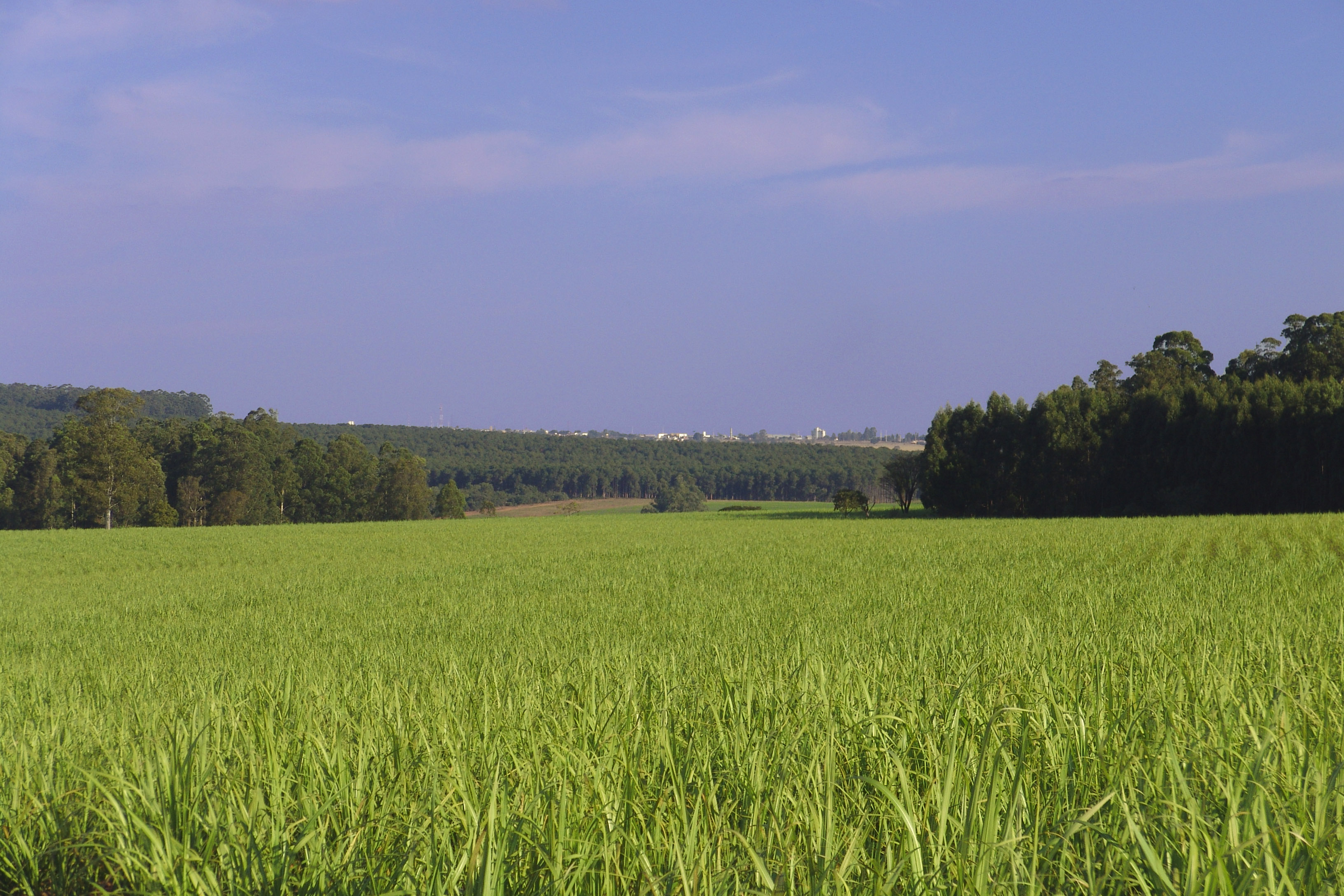
在巴西的甘蔗种植园。甘蔗渣是一种生物质。

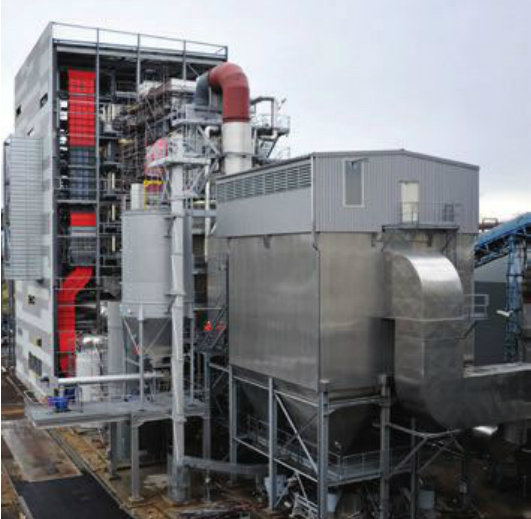
在法国梅斯的一座热电联产厂。该厂45GW锅炉使用废木材的生物质作为能源，并为30000住宅供电和供热。

1. ↑  英语 biomass 有两义，在化工学上是指“生物质”，在生态学上是指“生物量”。

## 外部連結
- 中国新能源网 生物质能 （页面存档备份，存于）
- What is Biomass? - Växjö University
- Biomass as an Energy Source - Växjö University
- Everything Biomass
- Texas State Cons. of Energy Office Biomass Article
- Kentucky fc
- Biomass on Hydrogenews
- Renewable Products Development Laboratories (RPDL)
- European Biomass Industry Association (EUBIA) （页面存档备份，存于）
- European Biomass Conference & Exhibition （页面存档备份，存于）.